# Saida Menebhi
Saida Menebhi (Marrakech, septiembre de 1952-Casablanca, 11 de diciembre de 1977) fue una profesora de inglés, feminista y militante del movimiento marxista-leninista Ila l-Amam (literalemente, «Adelante»), activo durante los años 1970. 

## Biografía
Saida Menebhi nació en septiembre de 1952 en Marrakech. Tras terminar el bachillerato, estudió literatura inglesa en la Universidad de Rabat. Rápidamente, empezó a militar en el sindicato estudiantil Unión Nacional de Estudiantes de Marruecos (UNEM) a través de su componente comunista Vía Democrática, que reivindicaba notablemente la independencia del Sáhara Occidental. Durante dos años, cursó una formación de primer ciclo en el Centro Pedagógico Regional (CPR), y posteriormente enseñó inglés en un instituto de Rabat.
Se unió en la clandestinidad al movimiento marxista-leninista Ila al-Amam siendo también afiliada al primer sindicato marroquí, la Unión Marroquí del Trabajo (UMT).

## Detención
En un contexto de intensificación de la represión y de aumento del número de detenciones en Marruecos (años de plomo), Saida Menebhi fue detenida el 16 de enero de 1976 junto con otras tres mujeres, Rabea Ftouh, Pierra di Maggio y Fatima Oukacha, por sus actividades políticas en el movimiento clandestino Ila al-Amam. Sufrió torturas físicas y psicológicas en el centro de detención Derb Moulay Cherif de Casablanca.
Un año después, fue juzgada en el llamado proceso de enero-febrero de 1977 de Casablanca junto con otros 138 inculpados por atentado contra la seguridad del estado. Durante las audiencias, reafirmó su apoyo a la autodeterminación del pueblo saharaui. También denunció la opresión que sufrían las mujeres en Marruecos. Fue condenada a cinco años de prisión más otros dos por injuria a magistrado. Fue encarcelada en la prisión de Casablanca, en una celda de aislamiento. Aunque los demás militantes condenados en el proceso fueron trasladados a la prisión central de Kenitra, Saida Menebhi y tres de sus camaradas, Rabea Ftouh, Abraham Serfaty y Fatima Oukacha, permanecieron en la prisión civil de Casablanca.

## Huelga de hambre y fallecimiento
Saida Menebhi murió el 11 de diciembre de 1977 en el hospital Averroes de Casablanca a la edad de 25 años, después de 34 días de huelga de hambre.

## Poemas en la prison
Saïda Menebhi escribió numerosos poemas, antes y durante su encarcelamiento, en los que denunció el régimen represivo del rey Hassán II y reflejó su esperanza en una sociedad mejor.

### Notes
1. ↑  El nombre a menudo se transcribe como Saïda, según la ortografía del francés. El apellido se puede ver también como Mnebhi o como al M(e)nebhi o el M(e)nebhi.
2. ↑  Vía Democrática: movimiento marxista-leninista marroquí fundado en los años 1970 por opositores comunistas marroquíes, refundado en 1995 como partido político y legalizado en 2004.
3. ↑  Derb Moulay Cherif: una comisaría de Casablanca que adriquirió notoriedad durante los años de plomo en Marruecos por los malos tratos infligidos a los prisioneros opositores.